# Гудимович Анастасія
Анастасія Михаїлівна Гудимович (17 жовтня 1899, Вороніж — 28 серпня 1922) — українська підпільниця, зв'язкова штабу Армії Української Народної Республіки у Чернігівській губернії.
Жертва російсько-большевицького окупаційного терору.

## Біографія

### Походження та навчання
Народилася в селі Вороніж (тепер Шосткинський район Сумської області) у родині ремісника та козачки. З дитинства товаришувала з Марією Тарасенко. Навчалася у Київському університеті святого Володимира.
З відновлення української державности, у 1917 році активно включилася в українське громадське життя.
Згодом виконувала обов'язки сестри-жалібниці, зв'язкової та розвідниці при Дивізії Сірожупанників Армії УНР, потім була зв'язковою штабу Армії Української Народної Республіки з повстанцями Шосткинщини, Глухівщини та Конотопщини.

### Зв'язкова при дивізії Сірожупанників
Протягом двох років виконувала обов'язки сестри-жалібниці, зв'язкової та розвідниці при Дивізії Сірожупанників Армії УНР, яка дислокувалась на Конотопщині і Кролевеччині. У добу Гетьманату Павла Скоропадського дивізія охороняла від більшовиків північні кордони України. Сірожупанна дивізія назву дістала від уніформи, яку носили солдати: короткий сірий жупан, сірі галіфе, сіра із сірим шликом шапка, на якій була уміщена синьо-жовта кокарда з тризубом. Армія була виснажена тифом і боями з переважаючими силами ворога. Марія виконувала небезпечні і відповідальні завдання, ризикуючии життям. Пізніше Анастасія разом з Марією Тарасенко була зв'язковою штабу Армії Української Народної Республіки з повстанцями Шосткинщини, Глухівщини та Конотопщини.

### У Козачій Раді
На початку 1920 року, подолавши тисячу верст, добралась з подругою у Воронеж після дворічної невідомості. На початку 1920-х років на півночі теперішньої Сумщини діяло кілька повстанських загонів, деякі з них контролювали значну територію. Для координації дій таких загонів з урядом УНР було створено повстанком Козача Рада з центром у Києві. У жовтні 1921 року Анастасія вступила в Козачу Раду і разом з Марією Тарасенко стали зв'язковими штабу. Вони готували відповідних людей для великого повстання у слушний час.
Взимку 1922 року в київському помешканні появився хлопець, « товариш із-за кордону». Як виявилося, то був провокатор.
У лютому 1922 року чекісти обступили будинок № 30 на Великій Підвальній у Києві, де на той час мешкав батько подруги Іван Тарасенко. На той час туди з'їхались на нараду члени «Козачої ради». Серед арештованих була Марія Тарасенко з чотирнадцятирічним братом і батьком.

### Розстріл на Липках
У Витязі із Постанови про закінчення слідства у справі її участі у підпільній організації «Козача Рада» було зазначено, що цілком доведено, що «в 1919 році добровільно вступила в Петлюрівську армію, що в жовтні 1921 року вступила в Козачу Раду, що надавала свою квартиру під місце явок членів організації, що зв'язала Миколу Лозовика з членами Харківської організації, що приймала у себе на квартирі прибувших у підпілля з Румунії».
У ніч з 27 на 28 серпня 1922 року 82 особи на чолі із сотником Лозовиком, в тому числі Анастасія Гудимович та Марія Тарасенко зі своїм батьком були розстріляні на Липках у Києві. На Шосткинщині, Глухівщині та Конотопщині були проведені арешти місцевих підпільників.